# Fuzûlî
Muhammad bin Suleyman, in arabo محمد بن سليمان (1483 circa – 1556), è stato un poeta turco di origine azera, meglio conosciuto con il nome d'arte Fużūlī (in arabo فضولی).

## Biografia
Viene considerato uno dei più grandi contributori della poesia ottomana e dell'intera letteratura di origine turca, anche se fu poco apprezzato dai suoi contemporanei. Fuzûlî fu seguace di Imadaddin Nasimi e scrisse la sua collezione di poemi (Diwan) in tre lingue: Azero, Persiano, e Arabo. Sebbene i suoi maggiori lavori in turco fossero scritti in Azero, egli si esprimeva artisticamente anche in Turco ottomano e in Chagatai. Egli fu anche esperto in matematica ed astronomia.
Maestro di forma, Fużūlī riscatta gli artifici e l'insincerità della maniera in cui si era artefatta la tradizione dei cantori dell'eros sufico, mediante il suo linguaggio seducente e armonioso, l'arguzia dei bisticci di parole e dei giochi concettuali, la vivezza ed il realismo di certe immagini che scombinano il lambiccato platonismo di prammatica.
Nel poema romanzesco Leyla e Majnun, il Romeo e Giulietta dell'Oriente musulmano, di tremila distici, è ripresa e cantata con soprasensi allegorici la celebre storia di due amanti nel deserto, che nella rinuncia e nel dolore trovano la sublimazione della loro passione.

## Opere

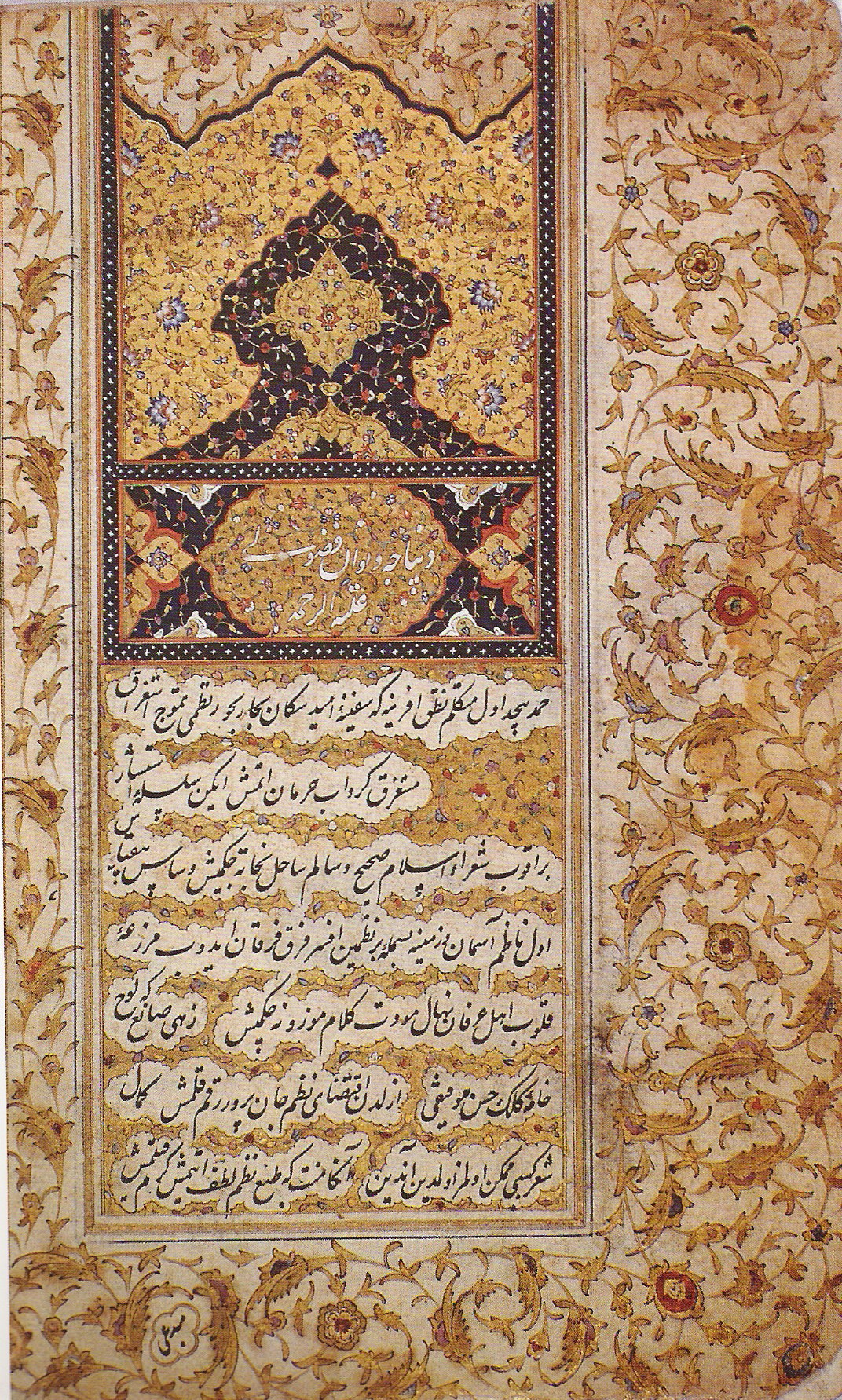
Una pagina della collezione di poemi di Fuzûlî

### Lavori in Azero
- Dîvân ("Collezione di Poemi")
- Beng ü Bâde (بنگ و باده; "Hashish e Vino")
- Hadîkat üs-Süedâ (حديقت السعداء; "Giardini del piacere")
- Dâstân-ı Leylî vü Mecnûn (داستان ليلى و مجنون; "Racconto Epico di Layla e Majnun")
- Risâle-i Muammeyât (رسال ﻤﻌﻤيات; "Trattato sull'Enigma")
- Şikâyetnâme (شکايت نامه; "Denuncia")

### Lavori in Persiano
- Dîvân ("Collezione di Poemi")
- Anîs ol-qalb (انیس القلب; "Amico del Cuore")
- Haft Jâm (هفت جام; "Sette Calici")
- Rend va Zâhed (رند و زاهد; "Edonista ed Ascetico")
- Resâle-e Muammeyât (رسال ﻤﻌﻤيات; "Trattato sull'Enigma")
- Sehhat o Ma'ruz (صحت و معروض; "Salute e Malattia")

### Lavori in Arabo
- Dîvân ("Collezione di Poemi")
- Matla' ul-İ'tiqâd (مطلع الاﻋﺘﻘﺎد; "La nascita della Fede")